# Ormetica taniala
Ormetica taniala är en fjärilsart som beskrevs av William Schaus 1910. Ormetica taniala ingår i släktet Ormetica och familjen björnspinnare. Inga underarter finns listade i Catalogue of Life.